# IC 4831
IC 4831 est une très vaste galaxie spirale située dans la constellation du Paon. Sa vitesse par rapport au fond diffus cosmologique est de 4 298 ± 7 km/s, ce qui correspond à une distance de Hubble de 63,4 ± 4,4 Mpc (∼207 millions d'al). Cette galaxie a été découverte par l'astronome américain DeLisle Stewart en 1901.
La classe de luminosité d'IC 4831 est I-II et elle présente une large raie HI.
À ce jour, sept mesures non basées sur le décalage vers le rouge (redshift) donnent une distance égale à 49,200 ± 3,276 Mpc (∼160 millions d'al), ce qui est à l'extérieur des valeurs de la distance de Hubble. Notons que c'est avec la valeur moyenne des mesures indépendantes, lorsqu'elles existent, que la base de données NASA/IPAC calcule le diamètre d'une galaxie et qu'en conséquence le diamètre de IC 4831 pourrait être d'environ 97,2 kpc (∼317 000 al) si on utilisait la distance de Hubble pour le calculer.
Vue interactive d'IC 4827 dans Aladin Lite

## Groupe d'IC 4845
Selon A. M. Garcia NGC 6769 fait partie du groupe d'IC 4845. Ce groupe de galaxies renferme au moins 14 membres dont six du New General Catalogue et sept de l'Index Catalogue. Les autres galaxies du groupe sont NGC 6739, NGC 6746, NGC 6769, NGC 6770, NGC 6771, NGC 6782, IC 4827, IC 4828, IC 4838, IC 4842, IC 4845, IC 4866 et ESO 141-21.